# Хамидуллин, Динар Рафисович
Динар Рафисович Хамидуллин (Пустой шаблон {{ВД-Преамбула}} ) — российский хоккеист, защитник.

## Биография
Воспитанник казанского «Ак Барса». Дебютировал в сезоне-2008/09 первой лиги, проведя за «Ак Барс-2» два матча. Со следующего сезона — игрок «Барса» в МХЛ. Сезон 2013/14 провёл в клубе ВХЛ «Нефтяник» Альметьевск. В плей-офф вернулся в «Барс», в составе которого был капитаном в ВХЛ в следующем сезоне. Сезон 2015/16 начал в «Нефтянике». 25 декабря 2015 года был обменян в «Ак Барс» на денежную компенсацию и сразу же обменян в «Северсталь». Провёл в КХЛ 18 матчей и 15 августа 2016 года был обратно обменян в «Ак Барс». 24 августа вновь вернулся в «Нефтяник», за который отыграл пять следующих сезонов. 25 июня 2021 года подписал однолетнее соглашение с «Адмиралом», там же провёл и сезон 2022/23. 1 мая 2023 года подписал двухлетнее соглашение с «Сибирью». 18 августа 2024 года клуб расторг контракт, а 2 ноября Хамидуллин вернулся в «Нефтяник», где сыграл 10 матчей.